# Associazione Sportiva Lodigiani 2000-2001
Questa pagina raccoglie le informazioni riguardanti l'Associazione Sportiva Lodigiani nelle competizioni ufficiali della stagione 2000-2001.

## Rosa
| N. |                   | Ruolo | Calciatore             |
| -- | ----------------- | ----- | ---------------------- |
|    | Italia (bandiera) | D     | Fabrizio Anselmi       |
|    | Italia (bandiera) | A     | Daniele Barile         |
|    | Italia (bandiera) | C     | Simone Batti           |
|    | Italia (bandiera) | P     | Francesco Bifera       |
|    | Italia (bandiera) | A     | Andrea Chiopris Gori   |
|    | Italia (bandiera) | C     | Andrea De Cecco        |
|    | Italia (bandiera) | C     | Mariano De Francesco   |
|    | Italia (bandiera) | A     | Marcello Direnzo       |
|    | Italia (bandiera) | A     | Alessandro Evangelisti |
|    | Italia (bandiera) | D     | Massimiliano Fabris    |
|    | Italia (bandiera) | D     | Massimiliano Farris    |
|    | Italia (bandiera) | D     | Ciro Ferrara           |
|    | Italia (bandiera) | A     | Fabio Lucidi           |

| N. |                   | Ruolo | Calciatore            |
| -- | ----------------- | ----- | --------------------- |
|    | Italia (bandiera) | A     | Roberto Manca         |
|    | Italia (bandiera) | D     | Mirko Mancini         |
|    | Italia (bandiera) | C     | Emanuele Martinelli   |
|    | Italia (bandiera) | C     | Daniele Merondi       |
|    | Italia (bandiera) | C     | Giancarlo Pantano     |
|    | Italia (bandiera) | D     | Emilio Pellegrino     |
|    | Italia (bandiera) | A     | Enrico Polani         |
|    | Italia (bandiera) | D     | Francesco Pratali     |
|    | Italia (bandiera) | P     | Alessandro Ruggini    |
|    | Italia (bandiera) | A     | Francesco Sanetti     |
|    | Italia (bandiera) | D     | Gianbattista Scugugia |
|    | Italia (bandiera) | C     | Domenico Toscano      |
|    | Italia (bandiera) | C     | Luca Vigiani          |

## Risultati

### Campionato

#### Girone di andata
| 3 settembre 2000 1ª giornata | Lodigiani | 3 – 2 | Torres |  |

| 10 settembre 2000 2ª giornata | Avellino | 1 – 3 | Lodigiani |  |

| 17 settembre 2000 3ª giornata | Lodigiani | 1 – 2 | Sporting Benevento |  |

| 24 settembre 2000 4ª giornata | Savoia | 1 – 0 | Lodigiani |  |

| 1º ottobre 2000 5ª giornata | Lodigiani | 1 – 2 | Palermo |  |

| 8 ottobre 2000 6ª giornata | L'Aquila | 3 – 0 | Lodigiani |  |

| 15 ottobre 2000 7ª giornata | Castel di Sangro | 4 – 1 | Lodigiani |  |

| 22 ottobre 2000 8ª giornata | Lodigiani | 1 – 0 | Fermana |  |

| 29 ottobre 2000 9ª giornata | Viterbese | 0 – 1 | Lodigiani |  |

| 5 novembre 2000 10ª giornata | Lodigiani | 0 – 1 | Nocerina |  |

| 19 novembre 2000 11ª giornata | Catania | 2 – 0 | Lodigiani |  |

| 26 novembre 2000 12ª giornata | Lodigiani | 1 – 1 | Messina |  |

| 3 dicembre 2000 13ª giornata | Fidelis Andria | 1 – 1 | Lodigiani |  |

| 10 dicembre 2000 14ª giornata | Lodigiani | 1 – 0 | Ascoli |  |

| 17 dicembre 2000 15ª giornata | Atletico Catania | 2 – 0 | Lodigiani |  |

| 23 dicembre 2000 16ª giornata | Lodigiani | 0 – 0 | Vis Pesaro |  |

| 7 gennaio 2001 17ª giornata | Giulianova | 0 – 3 | Lodigiani |  |

#### Girone di ritorno
| 14 gennaio 2001 18ª giornata | Torres | 1 – 1 | Lodigiani |  |

| 21 gennaio 2001 19ª giornata | Lodigiani | 1 – 1 | Avellino |  |

| 28 gennaio 2001 20ª giornata | Sporting Benevento | 1 – 0 | Lodigiani |  |

| 4 febbraio 2001 21ª giornata | Lodigiani | 0 – 1 | Intersavoia |  |

| 11 febbraio 2001 22ª giornata | Palermo | 1 – 2 | Lodigiani |  |

| 18 febbraio 2001 23ª giornata | Lodigiani | 1 – 1 | L'Aquila |  |

| 25 febbraio 2001 24ª giornata | Lodigiani | 0 – 1 | Castel di Sangro |  |

| 4 marzo 2001 25ª giornata | Fermana | 4 – 1 | Lodigiani |  |

| 11 marzo 2001 26ª giornata | Lodigiani | 1 – 0 | Viterbese |  |

| 18 marzo 2001 27ª giornata | Nocerina | 1 – 1 | Lodigiani |  |

| 25 marzo 2001 28ª giornata | Lodigiani | 5 – 2 | Catania |  |

| 8 aprile 2001 29ª giornata | Messina | 1 – 1 | Lodigiani |  |

| 14 aprile 2001 30ª giornata | Lodigiani | 0 – 2 | Fidelis Andria |  |

| 22 aprile 2001 31ª giornata | Ascoli | 3 – 1 | Lodigiani |  |

| 29 aprile 2001 32ª giornata | Lodigiani | 1 – 0 | Atletico Catania 3000 |  |

| 6 maggio 2001 33ª giornata | Vis Pesaro | 0 – 0 | Lodigiani |  |

| 13 maggio 2001 34ª giornata | Lodigiani | 2 – 1 | Giulianova |  |